# Вудбайн (Нью-Джерсі)
Вудбайн (англ. Woodbine) — місто (англ. borough) в США, в окрузі Кейп-Мей штату Нью-Джерсі. Населення — 2128 осіб (2020).

## Географія
Вудбайн розташований за координатами 39°13′42″ пн. ш. 74°48′35″ зх. д. / 39.22833° пн. ш. 74.80972° зх. д. (39.228399, -74.809726).  За даними Бюро перепису населення США в 2010 році місто мало площу 20,77 км², уся площа — суходіл.

## Демографія
Згідно з переписом 2010 року, у селищі мешкали 2472 особи в 757 домогосподарствах у складі 516 родин. Було 1079 помешкань
Расовий склад населення:
| - 58,2 % — білих - 24,7 % — чорних або афроамериканців - 0,7 % — азіатів - 0,2 % — корінних американців - 12,3 % — осіб інших рас |

До двох чи більше рас належало 3,8 %. Частка іспаномовних становила 23,2 % від усіх жителів.
За віковим діапазоном населення розподілялося таким чином: 20,6 % — особи молодші 18 років, 66,2 % — особи у віці 18—64 років, 13,2 % — особи у віці 65 років та старші. Медіана віку мешканця становила 43,0 року. На 100 осіб жіночої статі у селищі припадало 135,0 чоловіків;  на 100 жінок у віці від 18 років та старших — 143,1 чоловіків також старших 18 років.
Середній дохід на одне домашнє господарство  становив 51 566 доларів США (медіана — 34 906), а середній дохід на одну сім'ю — 59 471 долар (медіана — 46 786). Медіана доходів становила 37 500 доларів для чоловіків та 40 694 долари для жінок. За межею бідності перебувало 28,9 % осіб, у тому числі 27,9 % дітей у віці до 18 років та 10,8 % осіб у віці 65 років та старших.
Цивільне працевлаштоване населення становило 964 особи. Основні галузі зайнятості: освіта, охорона здоров'я та соціальна допомога — 42,2 %, мистецтво, розваги та відпочинок — 13,6 %, роздрібна торгівля — 9,5 %, публічна адміністрація — 8,7 %.